# Герб Скопина
Герб «муниципального образования — городской округ город Скопи́н» Рязанской области Российской Федерации, наряду с основным муниципальным символом — гербом, является официальным символом Скопинского городского округа.
Герб утверждён решением Скопинского городского Совета депутатов № 78/11 от 26 марта 1997 года.
Герб внесён в Государственный геральдический регистр под регистрационным номером 166.

## Описание герба
«В лазоревом (синем, голубом) поле — серебряная, летящая вправо скопа. В золотой вольной части со скруглённым углом старинная зелёная княжеская шапка, отороченная черным мехом, обращённая вправо. Герб увенчан муниципальной короной установленного образца. (Указанный в описании поворот геральдически вправо соответствует повороту влево от зрителя)».
Воспроизведение герба муниципального образования — городской округ город Скопин допускается в цветном и одноцветном (черно-белом) вариантах, а также в упрощённой версии без вольной части.

## Описание символики и история герба
Исторический герб Скопина был Высочайше утверждён 29 мая (9 июня) 1779 года императрицей Екатериной II вместе с другими гербами городов Рязанского наместничества (ПСЗРИ, 1779, Закон № 14884). В приложении к Закону № 14884 «Рисунки гербов Рязанского наместничества» рукописно указана более ранняя дата Высочайшего утверждения герба — 29 марта (9 апреля) 1779 года. Вероятнее всего, ранняя дата — ошибка, которая появилась в приложении «Полного собрания законов Российской империи» в 1843 году при составлении специального тома с литографированными изображениями всех городских и губернских гербов. В книге П. П. Винклера «Гербы городов, губерний, областей и посадов Российской империи, внесённые в Полное собрание законов с 1649 по 1900 г.» указана ещё одна ошибочная дата Высочайшего утверждения герба Скопина — 29 марта (10 апреля) 1829 года. Вероятно, ошибка была допущена при наборе текста, так как официальных документов подтверждающих эту дату утверждения герба нет.
Подлинное описание герба Скопина гласило:

«В 1-й части щита, в золотом поле, часть герба Рязанского: „серебряной мечъ и ножны, положенные на крестъ, надъ ними зеленая шапка, какова на Князѣ въ Намѣстническомъ гербѣ“.

Во 2-й части въ голубомъ полѣ летящая птица скопа, означающая имя сего города».
Герб Скопина был составлен в Герольдмейстерской конторе под руководством герольдмейстера статского советника А. А. Волкова. Художник герольдии, создававший герб, вероятно никогда не видел скопу, поэтому изобразил её в виде водоплавающей птицы похожей на цаплю, а вовсе не хищницу из отряда соколообразных.
В 1862 году, в период геральдической реформы Кёне, был разработан проект нового герба уездного города Скопина Рязанской губернии (официально не утверждён):
«В лазоревом щите серебряный летящая птица. В вольной части герб Рязанской губернии. Щит увенчан серебряной стенчатой короной и окружён золотыми колосьями, соединёнными Александровской лентой».
При создании проекта герба вновь повторилась история с неправильным изображением скопы. Художник изобразил вместо скопы птицу, похожую на лебедя.
В советский период исторический герб Скопина в официальных документах не использовался.
30 декабря 1991 года решением Малого совета городского Совета народных депутатов № 12 исторический герб Скопина был утверждён официальным символом города.
26 марта 1997 года состоялось утверждение нового варианта единого герба Скопина и Скопинского района, разработанного художником Михаилом Шелковенко на основе исторического герба города. В данном варианте герба птица скопа была изображена натурально, в отличие от изображений 1779 и 1862 годов. Этот герб был внесён в Государственный геральдический регистр Российской Федерации под № 166.
2 декабря 1997 года решением Скопинской районной Думы от № 122 был утверждён персональный герб Скопинского района: «В пурпурном поле — серебряная, летящая вправо скопа, несущая в лапах три золотых колоса и серебряный молот; в золотой вольной части со скруглённым углом — старинная зелёная княжеская шапка с чёрной собольей опушкой, над которой золотое украшение („городок“) с пурпурным самоцветным камнем».
Решением Скопинского горсовета депутатов от 25 января 2013 года №11/102 в Положение о гербе МО "городской округ город Скопин" внесены изменения. В частности по-новому изложено описание герба:
"2. Геральдическое описание герба Скопинского городского округа: в лазоревом (синем, голубом) поле – серебряная, летящая вправо скопа. В золотой вольной части со скругленным углом – старинная зеленая княжеская шапка с черной собольей опушкой, над которой – золотое украшение («городок») с лазоревым самоцветным камнем. Щит увенчан муниципальной короной установленного образца. (Указанный в описании поворот геральдически вправо соответствует повороту влево от зрителя).
Герб района внесён в Государственный геральдический регистр Российской Федерации под № 226.